# 德瑞克·柯斯達
德瑞克·柯斯達（英語：Derek Kolstad，1974年4月4日—），美國男編劇和製片人。創作的劇本以動作片為主，較著名的是《捍衛任務》系列電影的創作者之一。

## 早年
柯斯達出生於威斯康辛州麦迪逊，曾就讀埃奇伍德聖心中學，後來在印第安納州的泰勒大學學習了工商管理。24歲時移居到加利福尼亞州從事編劇一職。他說，他在十幾歲就開始寫電影劇本，但起初很難在好萊塢找到成功的機會。

## 作品列表

### 電影
- 《殺手追緝戰（英语：One in the Chamber）》（2012年）
- 《致命速遞（英语：The Package (2013 film)）》（2013年）
- 《捍衛任務》（2014年）
- 《捍衛任務2：殺神回歸》（2017年）
- 《捍衛任務3：全面開戰》（2019年）[2]
- 《無名弒》（2021年）[3]
- 《無名弒2》（2025年）

### 電視
- 《猫胆虫威（英语：Die Hart）》（2020年，故事、創作者）
- 《獵鷹與酷寒戰士》（2021年，執行製片人、編劇）
- 《刺客旅館：捍衛任務世界》（2023年，執行製片人）

## 外部連結
- 德瑞克·柯斯達在互联网电影资料库（IMDb）上的資料（英文）